# Pfarrer Braun: Ein verhexter Fall
Ein verhexter Fall ist ein deutscher Fernsehfilm von Dirk Regel aus dem Jahr 2004. Es handelt sich um die dritte Episode der ARD-Kriminalfilmreihe Pfarrer Braun mit Ottfried Fischer in der Titelrolle.

## Handlung
Nach seinen neuerlich untersagten Ermittlungen wird Braun nun in den Harz strafversetzt. Dort hat er mit dem die Ökumene liebenden Pastor Happe zu kämpfen, dessen „hippe“ Art dem Pfarrer die Nerven raubt. Zudem hat Bischof Hemmelrath seinem Problempfarrer Braun ein Gelöbnis aufgezwungen, nicht mehr zu „kriminalisieren“, doch dieses muss er schon bald erneut brechen. Es ergeben sich neue Erkenntnisse in einem Mordfall, der bereits als aufgeklärt galt. Ein Lehrer namens Rinke wurde ermordet und die gehörlose Schülerin Antonia, die den Mord gestanden hat, sitzt als Täterin in Haft, doch ihr Freund Winfried behauptet, er sei der wahre Täter. Mit Hilfe von zwei ausgelegten Schweinsköpfen und deren Insektenbefall kann Pfarrer Braun beweisen, dass Rinke entgegen den Zeugenaussagen nicht auf dem Brocken ermordet wurde, sondern in seinem Haus. Dieser Beweis führt zu dem wahren Mörder.

## Hintergrund

Drehorte
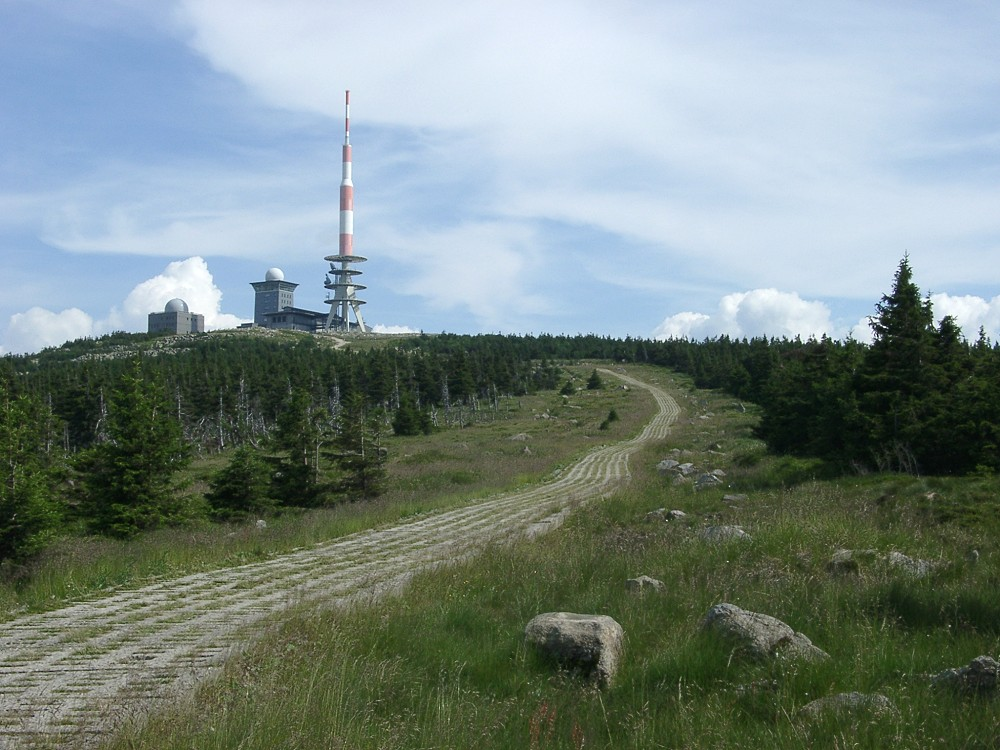
Der Brocken wird Schauplatz in Teil 3, wobei die Aufnahmen auf dem Hexentanzplatz bei Thale entstanden
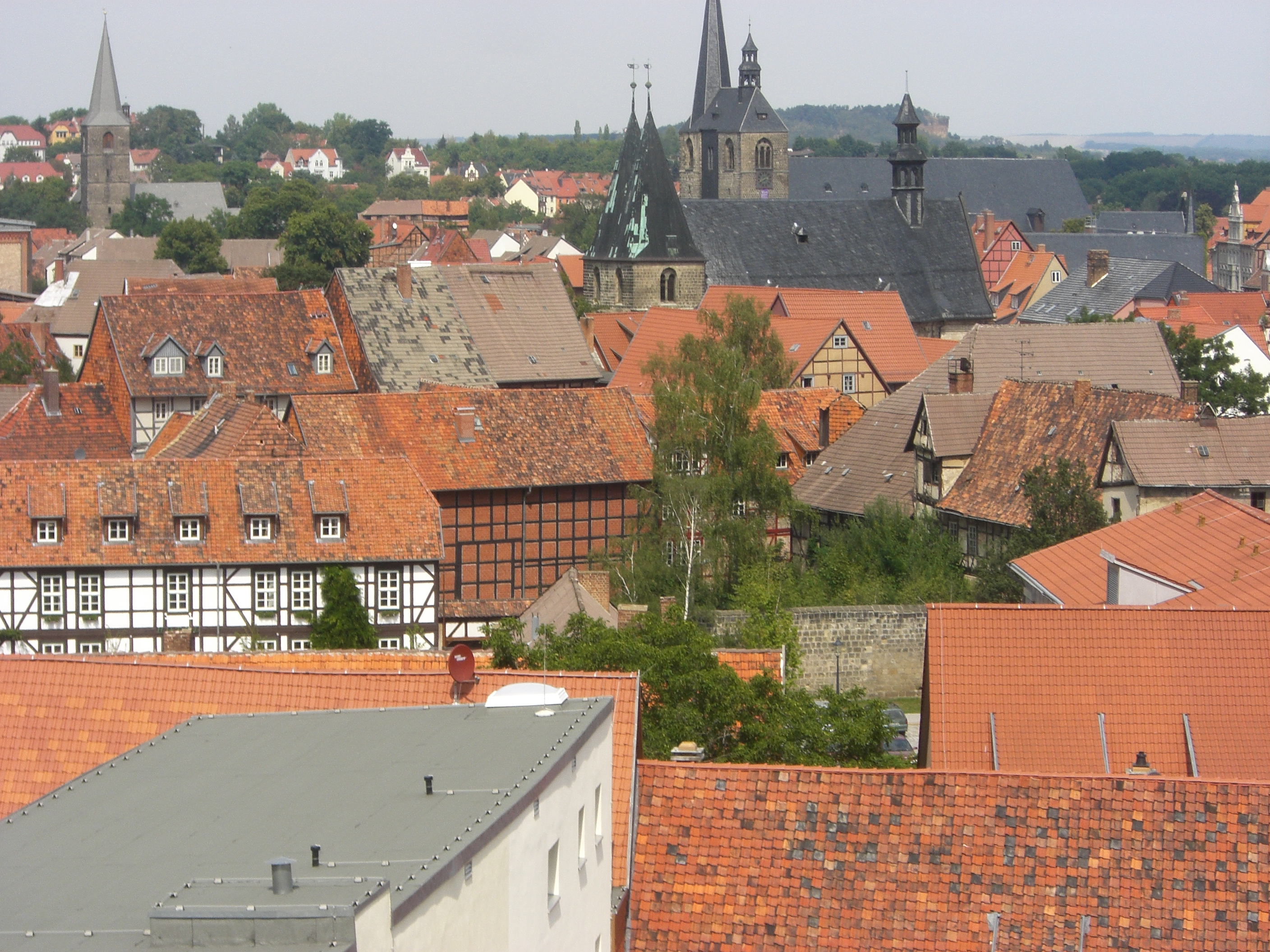
Quedlinburg heißt bei Braun „Bangerode“

Kulisse für Episode 3 und 4, das Harzer Berg-Panorama, von links nach rechts: Rehberg, Achtermannshöhe, Brocken, Wurmberg

Für Ein verhexter Fall wurde an Schauplätzen im Harz, unter anderem am Brocken und in Quedlinburg, gedreht. Die Erstausstrahlung fand am Donnerstag, den 15. April 2004 auf Das Erste statt.

## Kritik
Die Kritiker der Fernsehzeitschrift TV Spielfilm gaben dem Film eine mittlere Wertung, sie zeigten mit dem Daumen zur Seite. Sie konstatierten: „Pastor Happe macht Spaß, der Rest ist Schweigen“ und „Leichtes Humorplus – dank Ökumene.“